# Шейхаметов Талят Абдулганійович
Шейхаме́тов Таля́т Абдулгані́йович (нар. 24 квітня 1966, Шахрисабз, Кашкадар'їнська область, Узбецька РСР, СРСР) — радянський та український кримськотатарський футболіст, що виступав на позиції нападника. Найбільше відомий завдяки виступам у складі сімферопольської «Таврії», спортивного клубу «Миколаїв» та низки інших українських, ізраїльських та радянсбких клубів. Переможець першого чемпіонату України з футболу (1992), фіналіст Кубка України (1993/94). Майстер спорту України (1992). Після завершення активних виступів розпочав тренерську кар'єру. Наразі входить до тренерського штабу молодіжної збірної України.

## Життєпис
Талят Шейхаметов народився в узбецькому містечку Шахрисабз, де й почав у 13 років займатися футболом в місцевій ДЮСШ під керівництвом Шаміля Джумаєва. Від початку хлопець грав у півзахисті, однак згодом його було переведено у напад. В 16-річному віці Шейхаметов дебютував у шахрисабзькій команді «Хісар», а два роки потому виступав за «Геолог» з Карші. Наприкінці 1988 року Талята запросили до ташкентського «Пахтакора», де на той час зібрався «зірковий» для першої ліги радянського чемпіонату склад.
У 1990 році Анатолій Заяєв скористався масовим поверненням кримськотатарського народу на Батьківщину та через батьків вмовив Шейхаметова перейти до лав сімферопольської «Таврії», де нападник одразу ж став одним з основних гравців. На жаль, через прикру травму, яку завдав Таляту лікар клубу на міжсезонних зборах, він змушений був пропустити весь 1991 рік. У першому чемпіонаті незалежної України сімферопольцям вдалося створити сенсацію, перегравши у фінальному матчі київське «Динамо» та здобувши «золото» турніру. В Лізі Чемпіонів «Таврія» спочатку пройшла ірландський «Шелбурн» (0:0, 2:1), а у наступному раунді поступилася за сумою двох матчів швейцарському «Сьйону» (1:3, 1:4). Шейхаметов з'являвся на полі у трьох з чотирьох поєдинків та відзначився забитим м'ячем у другому матчі з «Шелбурном» (цей м'яч телеканалом «Eurosport» визнано найкрасивішим взяттям воріт на стадії 1/32 фіналу).
Наприкінці 1993 року кримськотатарський нападник перейшов до лав ізраїльського клубу «Гакоах Амідар», де провів всього 5 поєдинків та перейшов до іншої команди — «Маккабі» з Герцлії. Провівши в Ізраїлі близько 8 місяців, Шейхаметов повернувся до «Таврії», де встиг провести 2 поєдинки у чемпіонаті та зіграти у фіналі розіграшу Кубка України 1993/94, в якому сімферопольці поступилися у серії післяматчевих пенальті одеському «Чорноморцю».
Наступний сезон Шейхаметов, разом зі своїм партнером з «Таврії» Сефером Алібаєвим, розпочав вже у іншому клуб — кременчуцькому «Кремені», де провів всього 2 поєдинки та повернувся до Ізраїлю. Однак, з другої спроби йому також не вдалося закріпитися у складі «Гакоах Амідар». У 1996 році знову виступав у Кременчуці, однак через травми показати колишній рівень гри йому ніяк не вдавалося і зрештою він пристав на пропозицію СК «Миколаїв», що виступав на той час у першій лізі. Разом з командою Шейхаметов здобув «золото» змагань, ставши одним з найкращих бомбардирів клубу. По завершенню наступного сезону, який нападник провів у нікопольському «Металурзі», Талят Шейхаметов вирішив завершити кар'єру гравця.
У 2007 році розпочав тренерську кар'єру на посаді помічника головного тренера «Кримтеплиці», а у 2008 виконував ту ж функцію у сімферопольському «Ігросервісі», допоки не увійшов до тренерського штабу Олександра Головка в юнацькій збірній Україні.
У грудні 2015 року увійшов до тренерського штабу Олександра Головка в молодіжній збірній України.

## Досягнення
Командні трофеї
- Чемпіон України (1): 1992
- Фіналіст Кубка України (1): 1993/94
- Переможець першої ліги чемпіонату України (1): 1997/98

Особисті здобутки
- Майстер спорту України (1992)